# کیا استونیک
خودروی کیا استونیک (انگلیسی: Kia Stonic) یک اس‌یووی کامپکت است که توسط شرکت کیا موتورز تولید می‌شود. نام این خودرو ترکیبی از کلمات «اسپیدی» و «تونیک» است. این خودرو برای بار نخست در سال ۲۰۱۷ و در نمایشگاه خودروی فرانکفورت معرفی شد و بعد از آن هم در همین سال و در کره جنوبی و قطر به نمایش گذاشته شد.

## بررسی
| «                                   | «استونیک یکی از پرتقاضاترین خودروها در کلاس خود خواهد بود؛ در سال ۲۰۲۰ میزان فروش خودروهای کلاس B-SUV از C-SUV سبقت خواهد گرفت.» | » |
| —مایکل کول، مدیر ارشد کیا در اروپا، | |   |

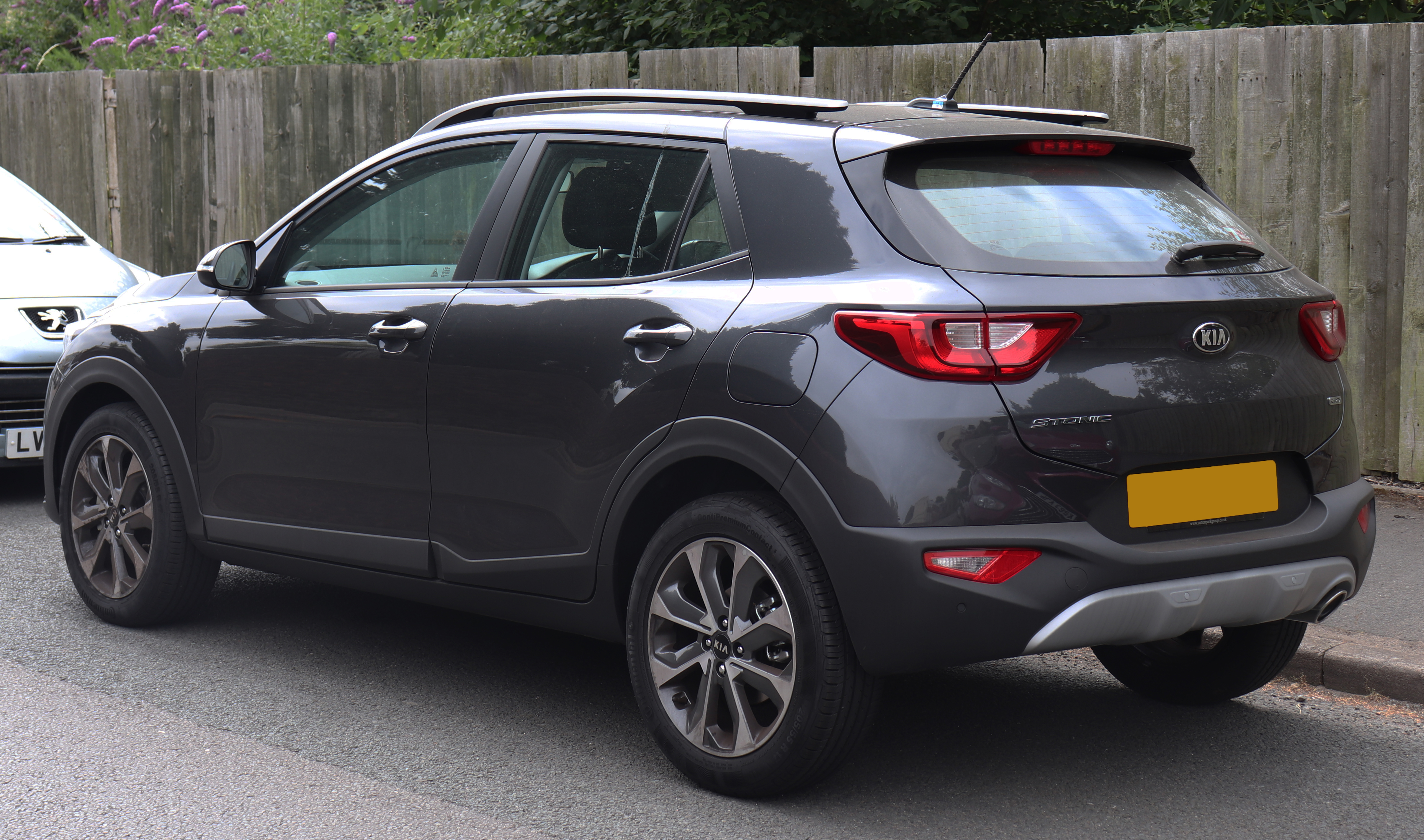
عقب

خودروی استونیک اولین بار در نمایشگاه بین‌المللی خودروی آلمان در سال ۲۰۱۷ معرفی شد. این خودرو در قیاس با دیگر شاسی بلندهای کیا موتورز یعنی خودروهای نیرو، اسپورتیج و سورنتو کوچکتر است و پلت فرم آن نیز با نسل چهارم ریو مشترک است.
استونیک با چهار موتور عرضه می‌شود:موتور ۱٫۰ لیتری توربوشارژ سه سیلندر، موتور ۱٫۲ لیتری چهارسیلندر، موتور ۱٫۴ لیتری چهارسیلندر و یک موتور دیزل CRDi چهارسیلندر عرضه می‌شود. موتور آخری مخصوص بازار کره است.
شخصی‌سازی یک عامل کلیدی در توسعه است؛ بنابراین خودروی استونیک با ۲۰ ترکیب رنگی مختلف از جمله پنج رنگ متفاوت تنها برای سقف عرضه می‌شود.
با وجود این که این خودرو برای استفاده در خارج از جاده طراحی نشده است اما به لطف ارتفاع نسبتا بالای آن شما می‌توانید  با این خودرو آفرود سبک را تجربه کنید.
کمبود مدل ۴x۴ در استونیک احساس می‌شود.

## ایمنی
یورو ان‌سی‌ای‌پی
نتایج تست مؤسسه یورو ان‌سی‌ای‌پی برروی نسخه ال‌اچ‌دی، ۵در هاچ‌بک با تجهیزات پایه مدل ۲۰۱۷:
| نتایج آزمون یورو ان‌سی‌ای‌پی               | نتایج آزمون یورو ان‌سی‌ای‌پی | نتایج آزمون یورو ان‌سی‌ای‌پی |
| --------------------------------------- | ------------------------- | ------------------------- |
| کیا استونیک با تجهیزات نسخه پایه (۲۰۱۷) |                           |                           |
| آزمون                                   | امتیاز                    | %                         |
| کل:                                     | 3/5 ستاره                 | 3/5 ستاره                 |
| سرنشین بالغ:                            | ۳۲٫۵                      | ۸۵%                       |
| سرنشین کودک:                            | ۴۱٫۲                      | ۸۴%                       |
| عابر پیاده:                             | ۲۶                        | ۶۲%                       |
| کمک ایمنی:                              | ۳                         | ۲۵%                       |

نتایج تست مؤسسه یورو ان‌سی‌ای‌پی برروی نسخه ال‌اچ‌دی، ۵در هاچ‌بک با تجهیزات سفارشی ایمنی مدل ۲۰۱۷:
| نتایج آزمون یورو ان‌سی‌ای‌پی                  | نتایج آزمون یورو ان‌سی‌ای‌پی | نتایج آزمون یورو ان‌سی‌ای‌پی |
| ------------------------------------------ | ------------------------- | ------------------------- |
| کیا استونیک با تجهیزات سفارشی ایمنی (۲۰۱۷) |                           |                           |
| آزمون                                      | امتیاز                    | %                         |
| کل:                                        | 5/5 ستاره                 | 5/5 ستاره                 |
| سرنشین بالغ:                               | ۳۵٫۵                      | ۹۳%                       |
| سرنشین کودک:                               | ۴۱٫۲                      | ۸۴%                       |
| عابر پیاده:                                | ۲۹٫۸                      | ۷۱%                       |
| کمک ایمنی:                                 | ۷٫۱                       | ۵۹%                       |

## جوایز
خودروی استونیک برنده جایزه طراحی محصول نشریه آی‌اف در بخش «طراحی وسیله حمل و نقل» و جایزه رد دات در زمینه «طراحی خودرو» در سال ۲۰۱۸ شده‌است.